# ساخت دیجیتال
ساخت دیجیتال فرایندی‌ست که میان طراحی و ساخت از مسیر نرم‌افزارهای مدل‌سازی سه‌بعدی یا همان طراحی به کمک کامپیوتر (CAD) و کاربرد روش‌های افزایشی و کاهشی به کمک ماشین‌های ساخت دیجیتال رابطه برقرار می‌کند. در این میان دست‌گاه‌هایچاپ‌گر سه‌بعدی برای روش های ساخت افزایشی و ماشین‌های تراش و برش دیجیتال به منظور روش‌های کاهشی مورد استفاده قرار می‌گیرند. ماشین‌های ساخت دیجیتال به طراحان اجازه می‌دهند تا ورای تصورات و طراحی‌های مجازی، به واقعیت‌های ملموس و صدالبته بسیار دقیقی از ایده‌ها و طرح‌های خود دست پیدا کنند.
مقوله ساخت دیجیتال علاوه بر آن که در صنعت ساختمان، صنایع تولیدی و به خصوص صنایع نوآورانه استفاده فراوان دارد، در سطوح دانش‌گاهی طراحی و هنر و نیز به طور مشخص در لابرآتوارهای مطالعاتی و پژوهشی خاصی تحت عنوان فب‌لب در حال توسعه و پیش‌رفت است. پیشرفت در این حوزه همزمان با پیشرفت های صورت گرفته در حوزه استفاده از مصالح روی می دهند، به گونه ای که این دو را نمیتوان از هم جدا کرد.

## مدل‌سازی
اشیایی ساخته‌شده به روش دیجیتال، ابتدا با استفاده از گستره‌ی بزرگی از نرم‌افزارهای طراحی به کمک رایانه (CAD)، هم در نوع دو بعدی و هم از انواع مدل‌سازی سه‌بعدی آن‌ها، مدل‌سازی می‌شوند. در مدل‌سازی سه‌بعدی نیز انواع روش‌های طراحی شبکه‌ای، جامد، صفحه‌ای یا مش‌بندی مورد استفاده قرار می‌گیرد و در طراحی یک مدل، ممکن است از یک یا چند از این الگوها استفاده شده باشد.

## ماشین‌های ساخت دیجیتال

### سی‌ان‌سی
سی‌ان‌سی مخفف computer numerical control است که عبارت‌ست از کنترل عددی یک ابزار به وسیله رایانه. سی‌ان‌سی‌ها با استفاده از نرم‌افزارهای اختصاصی بردارهای دوبعدی یا مدل‌های سه‌بعدی را به کدهای قابل خوانش برای ابزارهای دیجیتال تبدیل می‌کنند که این کدها به اختصار جی‌کد (G-code) نامیده می‌شوند. به واسطه جی‌کدها، یک ماشین-ابزار می‌تواند به نحو خاصی حرکت کند که تفسیری مکانیکی از پیمایش یک طرح دیجیتال است که به ساخت قطعات منجر می‌شود. در واقع ابزاری که به واسطه‌ی جی‌کد حرکت می‌کند با توجه به توانایی آن در کاهش از توده یا افزایش آن، عملیات ساخت را براساس بردارهای رایانه‌ای تفسیر شده پیش می‌برد. ماشین‌آلات سی‌ان‌سی با توجه به محورهای آزاد و قابل کنترلی که دارند طبقه‌بندی می‌شوند. به طور معمول و در دست‌گاه‌های عمومی این محورها ۲، ۳، ۴ یا ۵ محور آزاد هستند و البته روبات‌های صنعتی گاهی تا ۹ محور فعال نیز برای استفاده‌های خاص دارند. ماشین‌آلات سی‌ان‌سی فرز، می‌توانند تخته‌های چندلایی چوبی، فوم و پلیمرها، بلوک‌های متریالی نرم و حتی شمش‌های فلزی را در سرعت‌های پایین بتراشند. ماشین‌آلات سی‌ان‌سی تخت که به صورت میزهای پهن بر روی متریال‌های ورقه‌ای کار می‌کنند ابعاد متداولی دارند که معمولاً با ابعاد ورقه‌های چندلایی چوب ۱۲۴ در ۲۴۴ سانتی‌متری یا ورقه‌های ام‌دی‌اف صنعتی ۱۸۴ در ۳۶۴ سانتی‌متری تطبیق می‌کنند.

### برش لیزری
دست‌گاه برش لیزری با استفاده از یک لیزر، برای برش ورقه‌های مدارات الکتریکی، ورقه‌های متریال‌های مات، نمد، تخته‌های نازک چوبی، و ورقه‌های اکریلیکی موسوم به پلکسی گلاس تا ضخامت ۱ سانتی‌متر و بیش‌تر استفاده می‌شود. برش لیزری از یک واسط نرم‌افزاری برای تفسیر بردارهای دوبعدی رایانه‌ای به حرکت دوبعدی لیزر دست‌گاه بر روی محورهای افقی سطحی استفاده می‌کند.
در برش لیزری می‌توان با کنترل سرعت، قدرت و تراکم لیزر به جلوه‌های متفاوتی از تاثیر لیزر دست پیدا کرد. هم‌چنین با همین کنترل‌ها امکان حکاکی تصاویر غیربرداری با تراکم بسیار بالا توسط دست‌گاه‌های برش لیزری ایجاد می‌شود.
اشیایی که به وسیله برش لیزری بریده می‌شوند می‌توانند در فرایند ساخت دیجیتال به عنوان قطعاتی از مدل‌های اصلی درنظرگرفته شوند که تنها به مونتاژ نهایی نیاز دارند.

### چاپ‌گر سه‌بعدی
چاپ‌گر سه‌بعدی با استفاده از روش‌های گوناگون به ساخت دیجیتال یک مدل نرم‌افزاری اقدام می‌کند. انواع مرسوم رومیزی چاپ‌گر سه‌بعدی اشیای کوچک پلاستیکی را با ذوب رشته‌ی پلاستیکی خاص موسوم به فیلامنت و قراردادن دقیق لایه به لایه‌ی آن براساس مدل رایانه‌ای، می‌سازند. لایه‌های روی هم نشسته‌ی پلاستیک ذوب شده گاهی بسیار نازک هستند و فرایند ساخت حجم نیز گاهی تا چندین ساعت به طول می‌انجامد.
روش ذوب و رسوب مدل در چاپ سه‌بعدی یا همان FDM با استفاده از سیستمی رباتیک و سه محوره کار ساخت را به طور لایه لایه انجام می‌دهد. از نمونه‌های مشهور دست‌گاه‌های رومیزی در این روش دست‌گاه‌های Dimension 768 ، Ultimaker و Makerbot است.
روش‌های متعدد دیگری در ساخت دیجیتالی افزایشی با استفاده از چاپ‌گرهای سه‌بعدی وجود دارد که تحت عنوان نام‌های SLA یا همان چاپ سه‌بعدی با تثبیت لیزری در حوض‌چه رزین، SLS یا همان چاپ سه‌بعدی به‌وسیله تثبیت لیزری در محفظه پودر، SLM یا همان چاپ سه‌بعدی فلزات به روش مشابه محفظه پودر با تکنولوژی متفاوت، چاپ سه‌بعدی با تثبیت‌کننده مایع در محفظه پودری و .... دسته‌بندی می‌شوند.

## همچنین نگاه کنید
- تولید پیشرفته
- تولید مستقیم دیجیتال
- صنعت 4.0
- دیجیتال fabricator
- نمونه سازی سریع
- فب لب